# Liste des régions NUTS du Luxembourg
Au Grand-Duché de Luxembourg (LU), la nomenclature des unités territoriales statistiques se divise en trois niveaux : 
| Niveau | Subdivisions | # |
| ------ | ------------ | - |
| NUTS 1 | —            | 1 |
| NUTS 2 | —            | 1 |
| NUTS 3 | —            | 1 |

## Codes NUTS
| Code  | NUTS 1             | NUTS 2             | NUTS 3             |
| ----- | ------------------ | ------------------ | ------------------ |
| LU0   | LUXEMBOURG         |                    |                    |
| LU00  |                    | Luxembourg         |                    |
| LU000 |                    |                    | Luxembourg         |
| LUZ   | EXTRA-REGIO NUTS 1 |                    |                    |
| LUZZ  |                    | Extra-Regio NUTS 2 |                    |
| LUZZZ |                    |                    | Extra-Regio NUTS 3 |

## Unité administrative locale
Afin de produire des données statistiques cohérentes au niveau local, Eurostat a mis en place la nomenclature UAL qui est compatible avec la nomenclature NUTS. (Nomenclature des unités territoriales statistiques)
| Niveau | Subdivisions | #   |
| ------ | ------------ | --- |
| LAU 1  | Cantons      | 12  |
| LAU 2  | Communes     | 100 |

Les codes d'identification du Luxembourg au niveau local sont déterminés par les 12 cantons (UAL 1) et les différentes communes (UAL 2) :
| NUTS 3 - Code Région | LAU1 - Code Canton | Canton           | LAU2 - Code Commune | Commune              |
| -------------------- | ------------------ | ---------------- | ------------------- | -------------------- |
| LU000                | 01                 | Capellen         | 0101                | Dippach              |
| LU000                | 01                 | Capellen         | 0102                | Garnich              |
| LU000                | 01                 | Capellen         | 0103                | Habscht              |
| LU000                | 01                 | Capellen         | 0104                | Käerjeng             |
| LU000                | 01                 | Capellen         | 0105                | Kehlen               |
| LU000                | 01                 | Capellen         | 0106                | Koerich              |
| LU000                | 01                 | Capellen         | 0107                | Kopstal              |
| LU000                | 01                 | Capellen         | 0108                | Mamer                |
| LU000                | 01                 | Capellen         | 0110                | Steinfort            |
| LU000                | 02                 | Esch-sur-Alzette | 0201                | Bettembourg          |
| LU000                | 02                 | Esch-sur-Alzette | 0202                | Differdange          |
| LU000                | 02                 | Esch-sur-Alzette | 0203                | Dudelange            |
| LU000                | 02                 | Esch-sur-Alzette | 0204                | Esch-sur-Alzette     |
| LU000                | 02                 | Esch-sur-Alzette | 0205                | Frisange             |
| LU000                | 02                 | Esch-sur-Alzette | 0206                | Kayl                 |
| LU000                | 02                 | Esch-sur-Alzette | 0207                | Leudelange           |
| LU000                | 02                 | Esch-sur-Alzette | 0208                | Mondercange          |
| LU000                | 02                 | Esch-sur-Alzette | 0209                | Pétange              |
| LU000                | 02                 | Esch-sur-Alzette | 0210                | Reckange-sur-Mess    |
| LU000                | 02                 | Esch-sur-Alzette | 0211                | Roeser               |
| LU000                | 02                 | Esch-sur-Alzette | 0212                | Rumelange            |
| LU000                | 02                 | Esch-sur-Alzette | 0213                | Sanem                |
| LU000                | 02                 | Esch-sur-Alzette | 0214                | Schifflange          |
| LU000                | 03                 | Luxembourg       | 0301                | Bertrange            |
| LU000                | 03                 | Luxembourg       | 0302                | Contern              |
| LU000                | 03                 | Luxembourg       | 0303                | Hesperange           |
| LU000                | 03                 | Luxembourg       | 0304                | Luxembourg           |
| LU000                | 03                 | Luxembourg       | 0305                | Niederanven          |
| LU000                | 03                 | Luxembourg       | 0306                | Sandweiler           |
| LU000                | 03                 | Luxembourg       | 0307                | Schuttrange          |
| LU000                | 03                 | Luxembourg       | 0308                | Steinsel             |
| LU000                | 03                 | Luxembourg       | 0309                | Strassen             |
| LU000                | 03                 | Luxembourg       | 0310                | Walferdange          |
| LU000                | 03                 | Luxembourg       | 0311                | Weiler-la-Tour       |
| LU000                | 04                 | Mersch           | 0401                | Colmar-Berg          |
| LU000                | 04                 | Mersch           | 0402                | Bissen               |
| LU000                | 04                 | Mersch           | 0403                | Helperknapp          |
| LU000                | 04                 | Mersch           | 0404                | Fischbach            |
| LU000                | 04                 | Mersch           | 0405                | Heffingen            |
| LU000                | 04                 | Mersch           | 0406                | Larochette           |
| LU000                | 04                 | Mersch           | 0407                | Lintgen              |
| LU000                | 04                 | Mersch           | 0408                | Lorentzweiler        |
| LU000                | 04                 | Mersch           | 0409                | Mersch               |
| LU000                | 04                 | Mersch           | 0410                | Nommern              |
| LU000                | 05                 | Clervaux         | 0501                | Clervaux             |
| LU000                | 05                 | Clervaux         | 0502                | Wincrange            |
| LU000                | 05                 | Clervaux         | 0503                | Parc Hosingen        |
| LU000                | 05                 | Clervaux         | 0504                | Troisvierges         |
| LU000                | 05                 | Clervaux         | 0505                | Weiswampach          |
| LU000                | 06                 | Diekirch         | 0601                | Bettendorf           |
| LU000                | 06                 | Diekirch         | 0602                | Bourscheid           |
| LU000                | 06                 | Diekirch         | 0603                | Diekirch             |
| LU000                | 06                 | Diekirch         | 0604                | Erpeldange-sur-Sûre  |
| LU000                | 06                 | Diekirch         | 0605                | Ettelbruck           |
| LU000                | 06                 | Diekirch         | 0606                | Feulen               |
| LU000                | 06                 | Diekirch         | 0607                | Mertzig              |
| LU000                | 06                 | Diekirch         | 0608                | Reisdorf             |
| LU000                | 06                 | Diekirch         | 0609                | Schieren             |
| LU000                | 06                 | Diekirch         | 0610                | Vallée de l'Ernz     |
| LU000                | 07                 | Redange          | 0701                | Beckerich            |
| LU000                | 07                 | Redange          | 0702                | Preizerdaul          |
| LU000                | 07                 | Redange          | 0703                | Ell                  |
| LU000                | 07                 | Redange          | 0704                | Rambrouch            |
| LU000                | 07                 | Redange          | 0706                | Redange-sur-Attert   |
| LU000                | 07                 | Redange          | 0707                | Saeul                |
| LU000                | 07                 | Redange          | 0708                | Useldange            |
| LU000                | 07                 | Redange          | 0709                | Vichten              |
| LU000                | 07                 | Redange          | 0711                | Groussbus-Wal        |
| LU000                | 08                 | Wiltz            | 0801                | Boulaide             |
| LU000                | 08                 | Wiltz            | 0802                | Esch-sur-Sûre        |
| LU000                | 08                 | Wiltz            | 0804                | Goesdorf             |
| LU000                | 08                 | Wiltz            | 0805                | Kiischpelt           |
| LU000                | 08                 | Wiltz            | 0806                | Lac de la Haute-Sûre |
| LU000                | 08                 | Wiltz            | 0807                | Wiltz                |
| LU000                | 08                 | Wiltz            | 0808                | Winseler             |
| LU000                | 09                 | Vianden          | 0901                | Tandel               |
| LU000                | 09                 | Vianden          | 0902                | Putscheid            |
| LU000                | 09                 | Vianden          | 0903                | Vianden              |
| LU000                | 10                 | Echternach       | 1001                | Beaufort             |
| LU000                | 10                 | Echternach       | 1002                | Bech                 |
| LU000                | 10                 | Echternach       | 1003                | Berdorf              |
| LU000                | 10                 | Echternach       | 1004                | Consdorf             |
| LU000                | 10                 | Echternach       | 1005                | Echternach           |
| LU000                | 10                 | Echternach       | 1006                | Rosport-Mompach      |
| LU000                | 10                 | Echternach       | 1008                | Waldbillig           |
| LU000                | 11                 | Grevenmacher     | 1101                | Betzdorf             |
| LU000                | 11                 | Grevenmacher     | 1102                | Biwer                |
| LU000                | 11                 | Grevenmacher     | 1103                | Flaxweiler           |
| LU000                | 11                 | Grevenmacher     | 1104                | Grevenmacher         |
| LU000                | 11                 | Grevenmacher     | 1105                | Junglinster          |
| LU000                | 11                 | Grevenmacher     | 1106                | Manternach           |
| LU000                | 11                 | Grevenmacher     | 1107                | Mertert              |
| LU000                | 11                 | Grevenmacher     | 1108                | Wormeldange          |
| LU000                | 12                 | Remich           | 1202                | Dalheim              |
| LU000                | 12                 | Remich           | 1203                | Lenningen            |
| LU000                | 12                 | Remich           | 1204                | Mondorf-les-Bains    |
| LU000                | 12                 | Remich           | 1205                | Remich               |
| LU000                | 12                 | Remich           | 1206                | Schengen             |
| LU000                | 12                 | Remich           | 1207                | Stadtbredimus        |
| LU000                | 12                 | Remich           | 1209                | Bous-Waldbredimus    |